# Saint-Ismier
Saint-Ismier là một xã của tỉnh Isère, thuộc vùng Rhône-Alpes, đông nam nước Pháp.

## Twin towns
It kết nghĩa với the English town of Stroud in Gloucestershire.